# (73183) 2002 HT15
(73183) 2002 HT15 – planetoida z pasa głównego asteroid okrążająca Słońce w ciągu 4,23 lat w średniej odległości 2,61 j.a. Odkryta 17 kwietnia 2002 roku.